# Šorski jezik
Šorski jezik (шор тили, тадар тили; aba, kuznecki tatarski, shortsy, tom-kuznecki tatarski; ISO 639-3: cjs), sjevernoturkijski jezik u oblasti Kemerovo i Altajskom kraju, Rusija, kojim govore Šori ili Šorci, narod uz rijeku Tom, pritoka Oba. Ima dva dijalekata mrassa (mrasu) i kondoma. Ne smije se brjati se šorskim dijalektom hakaskog [kjh] jezika.
Pismo: ćirilica. Preko 6 000 govornika od nekih 14 000 etničkih

## Vanjske poveznice
- Ethnologue (14th)
- Ethnologue (15th)